# Copelatus imitator
Copelatus imitator is een keversoort uit de familie waterroofkevers (Dytiscidae). De wetenschappelijke naam van de soort is voor het eerst geldig gepubliceerd in 2002 door Bilardo & Rocchi.